# شورش برای حیوانات

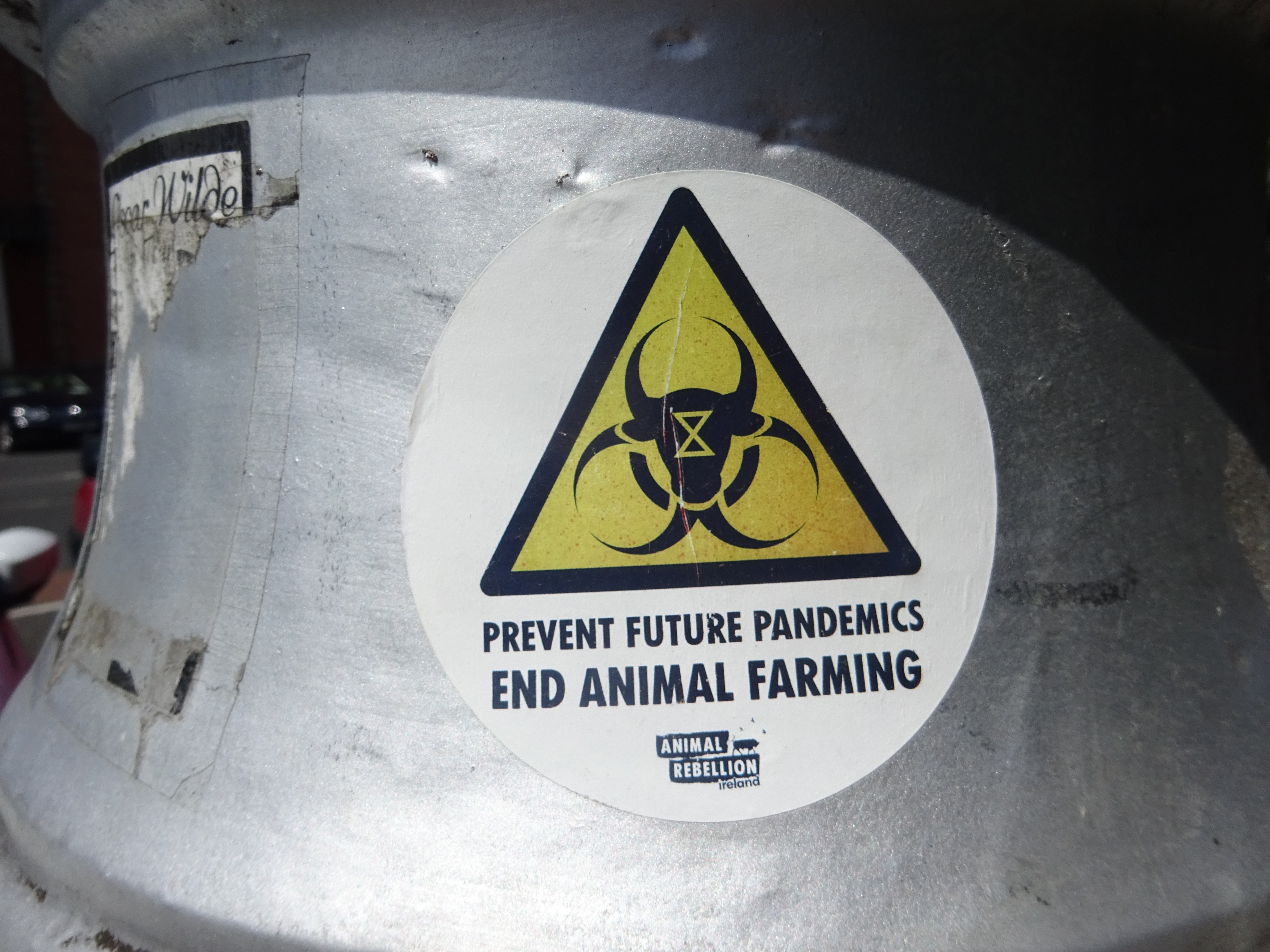
برچسب شورش برای حیوانات که اشاره به بیماری مشترک بین انسان و حیوان دارد، ایرلند.

شورش برای حیوانات یک جنبش عدالت اقلیمی برای حیوانات و آب و هوا با هدف اعلام شدهٔ وادار دولت به یک سیستم غذایی گیاه‌پایه‌ای است. توجیه آنها برای معرفی چنین سیستمی، تأثیر کشاورزی دامی بر تغییرات اقلیمی، انقراض گونه‌ها و خرابی اکوسیستم است. حدود ۱۰۰ سازمان‌دهنده دارد و در ژوئن ۲۰۱۹ توسط ۱۲ نفر از جمله دنیل کیدبی و الکس لاک وود از دانشگاه ساندرلند در لندن تأسیس شد.